# Hiram Keller
Hiram Keller (Moody Field, Georgia, 1944. május 3. – Atlanta, Georgia, 1997. január 20.) amerikai színész. Teljes neve: Hiram Keller Undercofler Jr. Leghíresebb mozifilmes szerepe Ascyltos megformálása volt Federico Fellini Fellini-Satyricon című drámájában.

## Pályafutása
Hiram Keller Lee Strasberg világhírű színiiskolájában, az Actors Studióban tanult. 1967-ben lépett a világot jelentő deszkákra a Broadway-n, méghozzá James Rado, Gerome Ragni és Galt MacDermot nagy sikerű musicaljében, a Hairben. Ennek egyik előadásán figyelt fel rá a világhírű rendező, Franco Zeffirelli, aki az ifjú színészt Federico Fellini figyelmébe ajánlotta. Fellini akkoriban készült megfilmesíteni Petronius töredékesen fennmaradt művét, a Satyricont. Az Ascyltos szerepére eredetileg kiszemelt Pierre Clémentinek azonban más irányú elkötelezettségei voltak, így került képbe Hiram. A Fellini-Satyricon világhírűvé tette a színészt, ám partneréhez, Martin Potterhez hasonlóan nem sikerült igazán jól kihasználnia a lehetőségeit, noha a későbbiekben is kapott érdekes színészi feladatokat. A Jules Verne-regényből készült Sztrogoff Mihályt annak idején Magyarországon is sikerrel játszották: Keller Ivan Ogareff szerepét formálta meg. 1973-ban Alberto Lattuada irányítása alatt forgatott  a Sono stato io! című vígjátékban, Giancarlo Giannini partnereként. Jane Birkinnel játszott a La Morte negli occhi del gatto (1974) című horrorban, majd Klaus Kinski oldalán alakította a főszerepet a Lifespan című thrillerben. Eredetileg az olasz tévé számára készült Jancsó Miklós Róma visszaköveteli Cézárt című filmje, melyben Hiram egyik partnere a lengyel Daniel Olbrychski volt. Játszott a provokatív alkotásairól ismert francia rendezőnő, Catherine Breillat első mozifilmjében (Egy valódi fiatal lány). Utána évekre eltűnt a filmvászonról. 1981-ben feleségül vette Kristina St. Clair színésznőt, aki szerepelt férje utolsó filmjében, a Countrymanben. A házaspárnak egy kislánya született, Serena. 1987-ben Hiram és Kristina elváltak. A színészi pályától visszavonult férfi élete utolsó éveit szülőföldjén, Georgia államban töltötte. 53 évesen, rákban halt meg.

## Filmjei
- 1969 Fellini-Satyricon
- 1969 Orestis
- 1970 La Notte dei fiori
- 1970 Sztrogoff Mihály (Der Kurier des Zaren)
- 1972 Grazie signore p…
- 1972 Il Sorriso della iena
- 1972 Rosina Fumo viene in città… per farsi il corredo
- 1973 La Morte negli occhi del gatto
- 1973 Sono stato io!
- 1974 Lifespan
- 1974 Noa Noa
- 1974 Róma visszaköveteli Cézárt (Roma rivuole Cesare)
- 1975 Orlando furioso (tévésorozat)
- 1976 Egy valódi fiatal lány (Une vraie jeune fille)
- 1982 Countryman